# Colți
Colți is een Roemeense gemeente in het district Buzău.

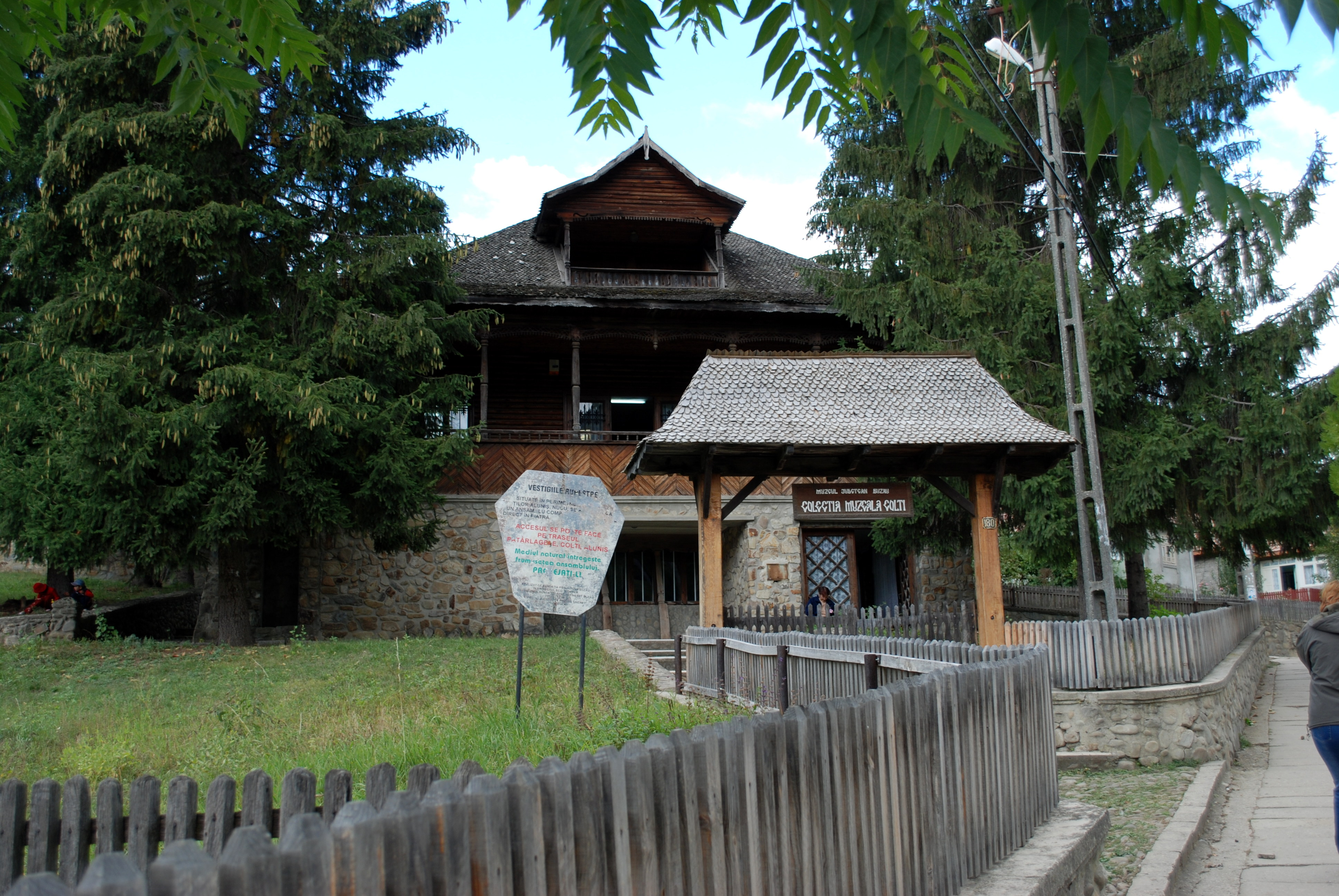
Colți

Colți telt 1249 inwoners.